# Benedikt Pichler
Benedikt Pichler (* 20. Juli 1997 in Salzburg) ist ein österreichischer Fußballspieler. Der Stürmer steht seit 2025 bei Hannover 96 unter Vertrag.

## Karriere
Pichler begann seine Karriere beim USK Gneis. 2010 kam er in die Jugend des USK Anif. Zur Saison 2014/15 wechselte er zu den Amateuren des SV Grödig. Sein Debüt in der Salzburger Liga gab er im August 2014, als er am ersten Spieltag jener Saison gegen den USK Anif in der 58. Minute für Marinko Sorda eingewechselt wurde. Im selben Monat erzielte er bei einem 4:2-Sieg gegen den Salzburger AK 1914 seinen ersten Treffer in der vierthöchsten Spielklasse.
Im Juli 2016 debütierte er für die erste Mannschaft von Grödig in der Regionalliga, als er am ersten Spieltag der Saison 2016/17 gegen den FC Kufstein in der Halbzeitpause für Julian Feiser eingewechselt wurde. Sein erstes Tor in der Regionalliga machte Pichler im September 2016 bei einem 2:0-Sieg gegen den TSV St. Johann.
Zur Saison 2018/19 wechselte er zum Zweitligisten SK Austria Klagenfurt Sein Debüt in der 2. Liga gab er im Juli 2018, als er am ersten Spieltag jener Saison gegen den SC Austria Lustenau in der Startelf stand.
Zur Saison 2019/20 wechselte er zum Bundesligisten FK Austria Wien, bei dem er einen bis Juni 2023 laufenden Vertrag erhielt. In über zwei Jahren bei den Wienern kam er zu 43 Einsätzen in der Bundesliga, in denen er elf Tore erzielte, zudem kam er zu zwölf Zweitligaeinsätzen für die Reserve. Im August 2021 wechselte der Stürmer nach Deutschland zum Zweitligisten Holstein Kiel, bei dem er bis Juni 2025 unterschrieb. Nachdem er in der Saison 2021/22 regelmäßig in der Startelf stand und auf 26 Einsätze kam, fiel Pichler in der Folgesaison ab September 2022 acht Monate verletzungsbedingt aus. In der Saison 2023/24 fehlte er zwischen Dezember 2023 und März 2024 ebenfalls verletzungsbedingt, stand aber in den restlichen Spielen fast immer auf dem Feld. Am 11. Mai 2024, dem vorletzten Spieltag der Saison, gelang ihm der erstmalige Aufstieg in die Bundesliga mit Holstein Kiel. Pichler erzielte beim 1:1 gegen Fortuna Düsseldorf den zwischenzeitlichen Führungstreffer für die Kieler.
Sein Debüt in der höchsten deutschen Spielklasse gab er am 24. August 2024, dem 1. Spieltag der Saison 2024/25 gegen die TSG 1899 Hoffenheim. Am 4. Spieltag erzielte Pichler beim 2:2 gegen den VfL Bochum sein erstes Bundesligator.
Im Sommer 2025 wechselte er zu Hannover 96 und unterschrieb dort einen Vertrag bis 2027.

## Erfolge
- Aufstieg in die Bundesliga: 2024